# Ratholmen
Ratholmen är en ö i Finland. Den ligger i Finska viken och i kommunen Lovisa i landskapet Nyland, i den södra delen av landet. Ön ligger omkring 75 kilometer öster om Helsingfors.
Öns area är 13,3 hektar och dess största längd är 0,6 kilometer i nord-sydlig riktning.